# Carex vexans
Carex vexans är en halvgräsart som beskrevs av Frederick Joseph Hermann. Carex vexans ingår i släktet starrar, och familjen halvgräs.
Artens utbredningsområde är Florida. Inga underarter finns listade i Catalogue of Life.